# Mauda
Mauda (d. Manda) – wieś w Polsce położona w województwie podlaskim, w powiecie suwalskim, w gminie Wiżajny.
W latach 1975–1998 miejscowość administracyjnie należała do województwa suwalskiego.
Na południowo-zachodnim krańcu wsi znajduje się Jezioro Mauda.